# Alexios Halebian
Alexios Halebian (* 8. Juni 1994 in Los Angeles) ist ein ehemaliger US-amerikanischer Tennisspieler.

## Karriere
Alexios Halebian, dessen Eltern aus Armenien stammen, konnte im April 2012 auf der ITF Junior Tour den 24. Rang in der Juniorenweltrangliste erreichen. Sein größter Erfolg war 2009 der Sieg beim U16-Bewerbs des Orange Bowl, der inoffiziellen Juniorenweltmeisterschaft im Tennis. 2010 erreichte er im U18-Bewerb das Halbfinale.
Halebian spielte auf der Profitour hauptsächlich Turniere auf der Future sowie Challenger Tour. Er konnte fünf Futuretitel im Doppel gewinnen. 2017 trat er in der Qualifikation in Washington, D.C. an. Nach Siegen gegen Wil Spencer und Marc Polmans schaffte er zum einzigen Mal den Einzug in ein Hauptfeld auf der ATP World Tour. In seinem Auftaktmatch unterlag er dem Slowaken Lukáš Lacko mit 3:6, 4:6. Sowohl im Einzel als auch im Doppel ist seine beste Platzierung um Platz 500. Im Jahr 2019 spielte er letztmals Turniere.